# Moncada (Tarlac)
Moncada è una municipalità di seconda classe delle Filippine, situata nella Provincia di Tarlac, nella Regione di Luzon Centrale.
Moncada è formata da 37 baranggay:
| - Ablang-Sapang - Aringin - Atencio - Este de Banaoang - Oeste de Banaoang - Norte de Baquero - Sur de Baquero - Burgos - Calamay | - Calapan - Este de Camangaán - Oeste de Camangaán - Norte de Camposanto 1 - Sur de Camposanto 1 - Camposanto 2 - Capaoayán - Lapsing - Mabini | - Maluac - Población 1 - Población 2 - Población 3 - Población 4 - Rizal - San Juan - San Julián - San León | - San Pedro - San Roque - Este de Santa Lucía - Oeste de Santa Lucía - Santa Maria - Santa Mónica - Norte de Tolega - Sur de Tolega - Tubectubang - Villa |  |